# Newport (Quebec)
Newport es un municipio canadiense situado en la provincia de Quebec.

## Superficie
Newport tiene una superficie de 270,63 km².

## Demografía
En 2021, tenía 698 habitantes, una densidad poblacional de 2,6 hab./km², y 401 viviendas.